# Madonna dempeus
La Madonna dempeus (o Madonna al latte) és una petita pintura de l'artista flamenc Rogier van der Weyden datada entre 1430–1432. És el panell esquerre d'un conservat en el Museu d'Història de l'Art de Viena des de 1772. El panell dret retrata Santa Caterina i també és atribuït a Van der Weyden, però és d'inferior qualitat i generalment considerat fet per un membre del seu taller.
El panell mostra la Mare de Déu i el Nen dins una fornícula pintada. L'arquitectura d'aquesta fornícula conté figures bíbliques i celestials en grisalla, incloent el Déu Pare, l'Esperit Sant representat per un colom, i Adam i Eva. La pintura mostra moltes influències del retaule de Gant de Jan van Eyck, que el jove artista probablement va veure quan es va traslladar a Gant al voltant de 1432. S'inspira en Van Eyck per a incloure figures vives dins una fornícula, separant Adam i Eva en dos panells, i col·locant figura de Déu recolzada en el marc.

## Descripció

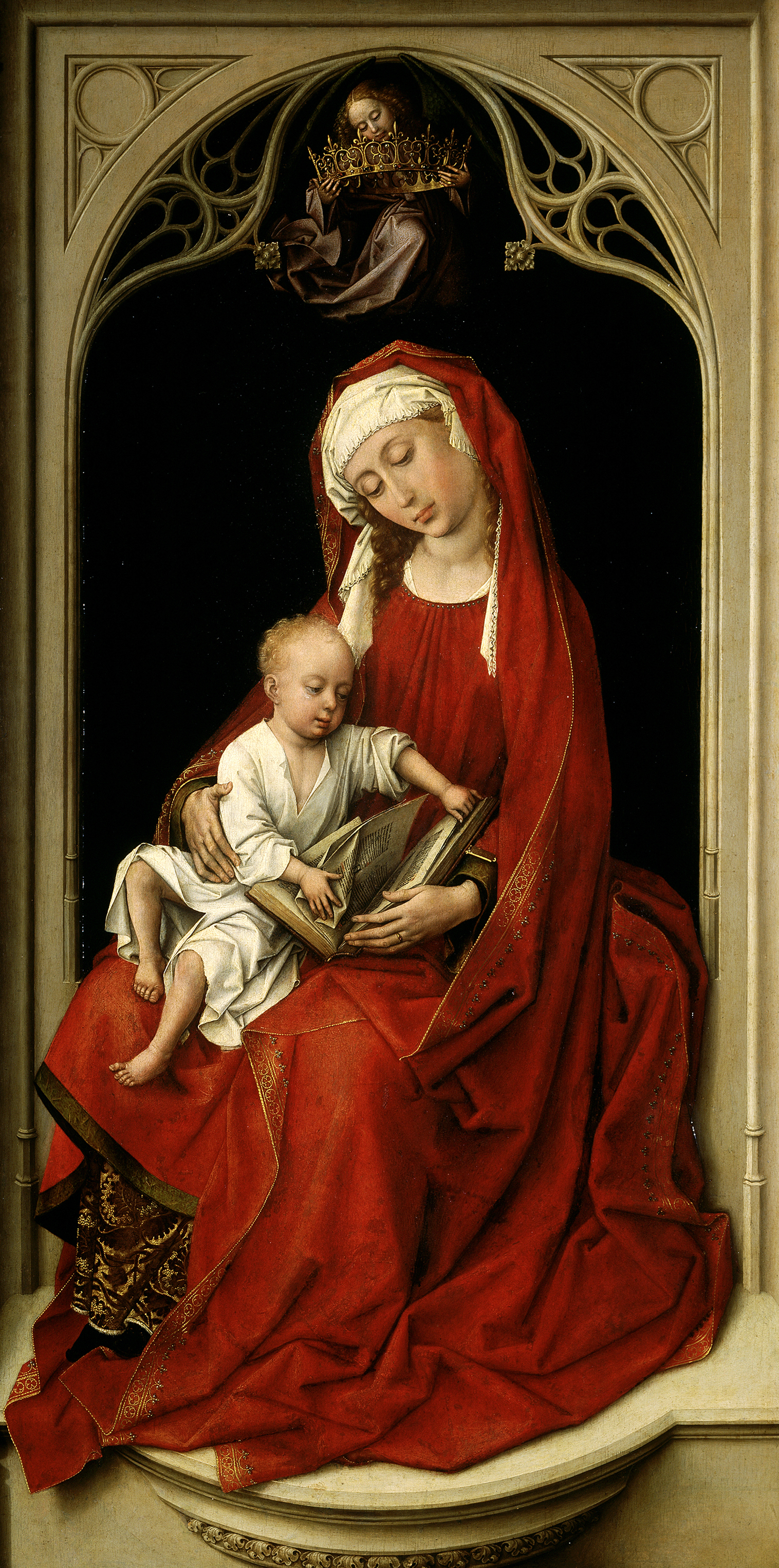
La Madonna Durán, oli sobre fusta de roure, circa 1435–1438. Museo del Prado, Madrid.